# Pia-Sophie Oldhafer
Pia-Sophie Oldhafer (1 de julho de 1992) é uma jogadora de hóquei sobre a grama alemã, medalhista olímpica.

## Carreira
Pia-Sophie Oldhafer integrou o elenco da Seleção Alemã Feminina de Hóquei Sobre Grama, nas Olimpíadas de 2016, conquistando a medalha de bronze.